# 駒形九磨
駒形 九磨（こまがた くま　1944年（昭和19年）2月4日 - 2019年（令和元年）8月4日）は、日本の陶芸家。神奈川県川崎市生まれ。

## 略歴
- 昭和19年（1944年） 神奈川県川崎市に生まれる。
- 昭和42年（1967年） 中央大学法学部を中退し、陶芸の道に入る。同年備前を皮切りに全国の窯業地を修業して廻る。
- 昭和49年（1974年） 沖縄壺屋を最後に再び備前に戻る。
- 昭和53年（1978年） 岡山県邑久郡長船町西須恵（現・岡山県瀬戸内市）の地で独立。
- 昭和59年（1984年） 直焔式窖窯に改良。
- 昭和62年（1987年） 一水会展入選。
- 平成3年（1991年） 岡山県美術展入賞。
- 平成3年（1991年） 草月流花の器展入選。
- 平成3年（1991年） 備前焼締陶展入選。
- 平成6年（1994年） 備前焼締展入選。